# Steffen Uliczka

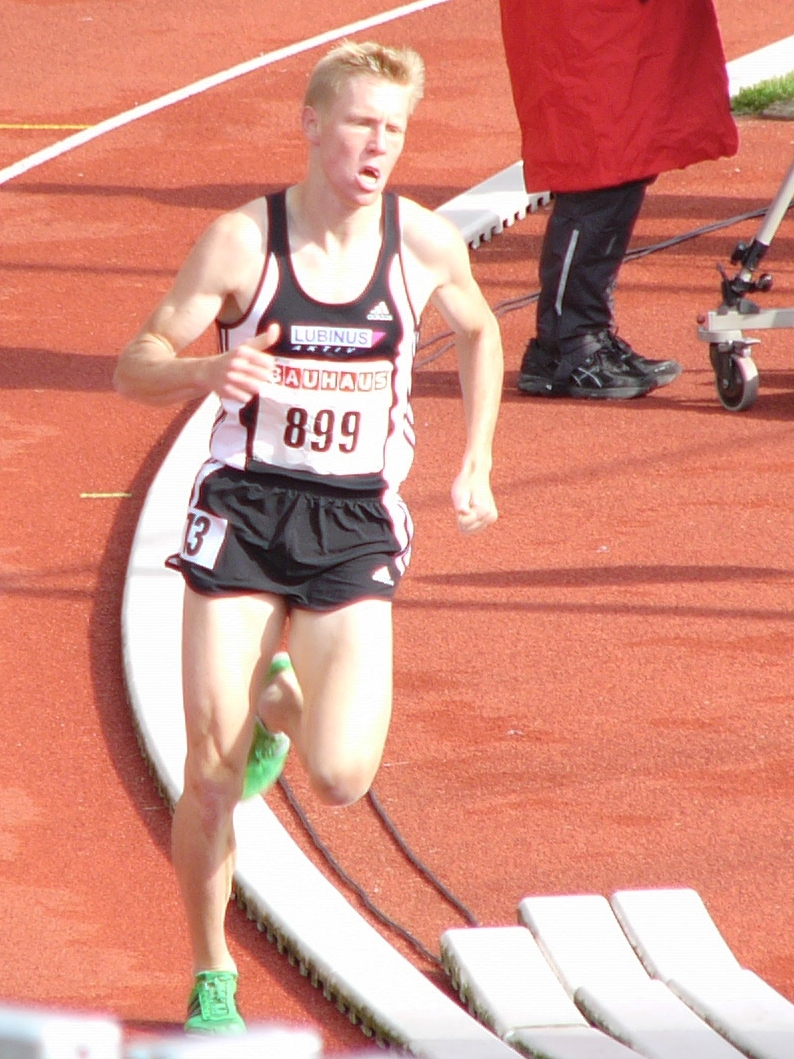
Steffen Uliczka bei den Deutschen Meisterschaften 2011

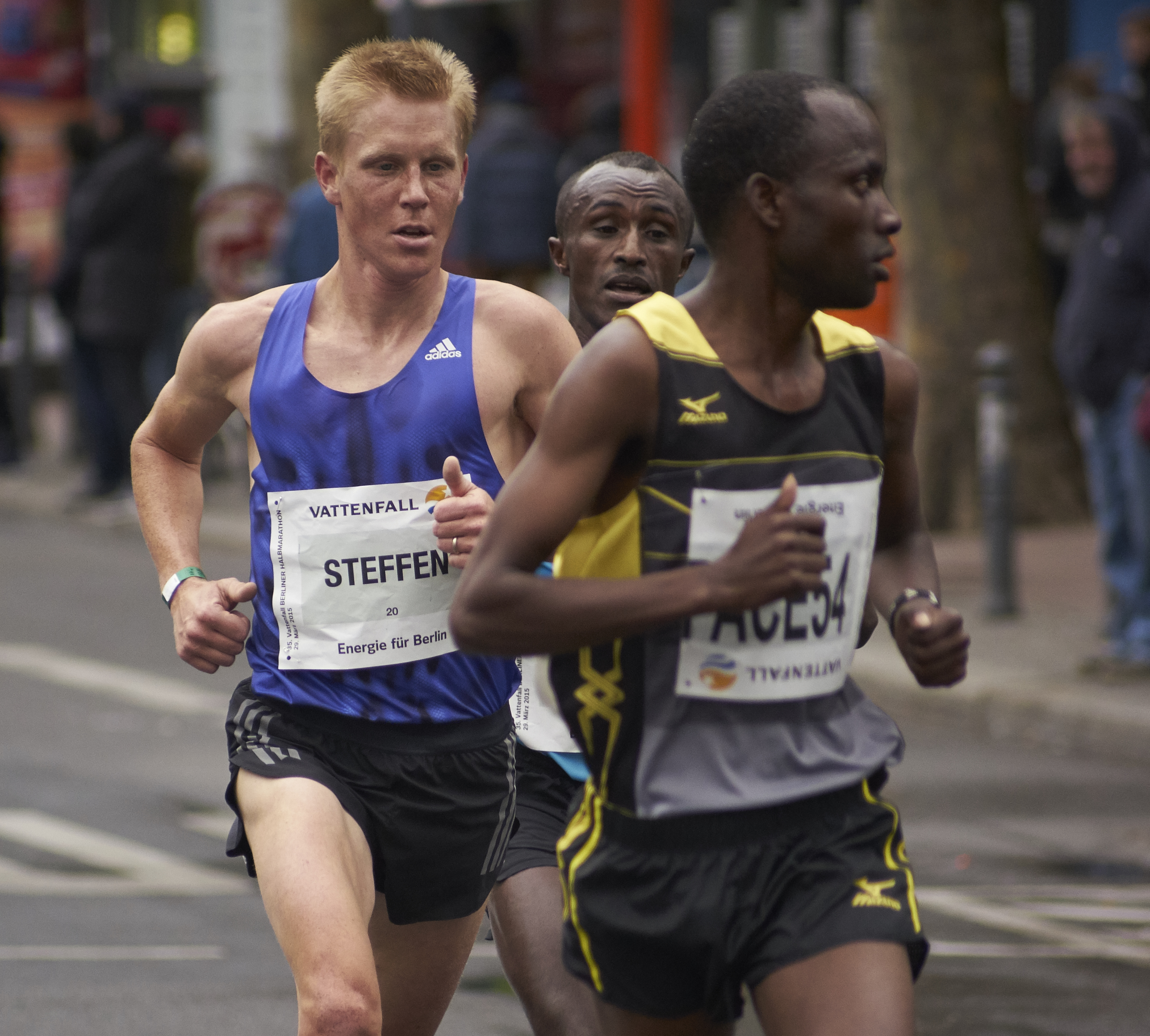
Steffen Uliczka, mit Tolossa Chengere (Mitte) und Shadrack Kimaiyo (rechts) beim Berliner Halbmarathon 2015

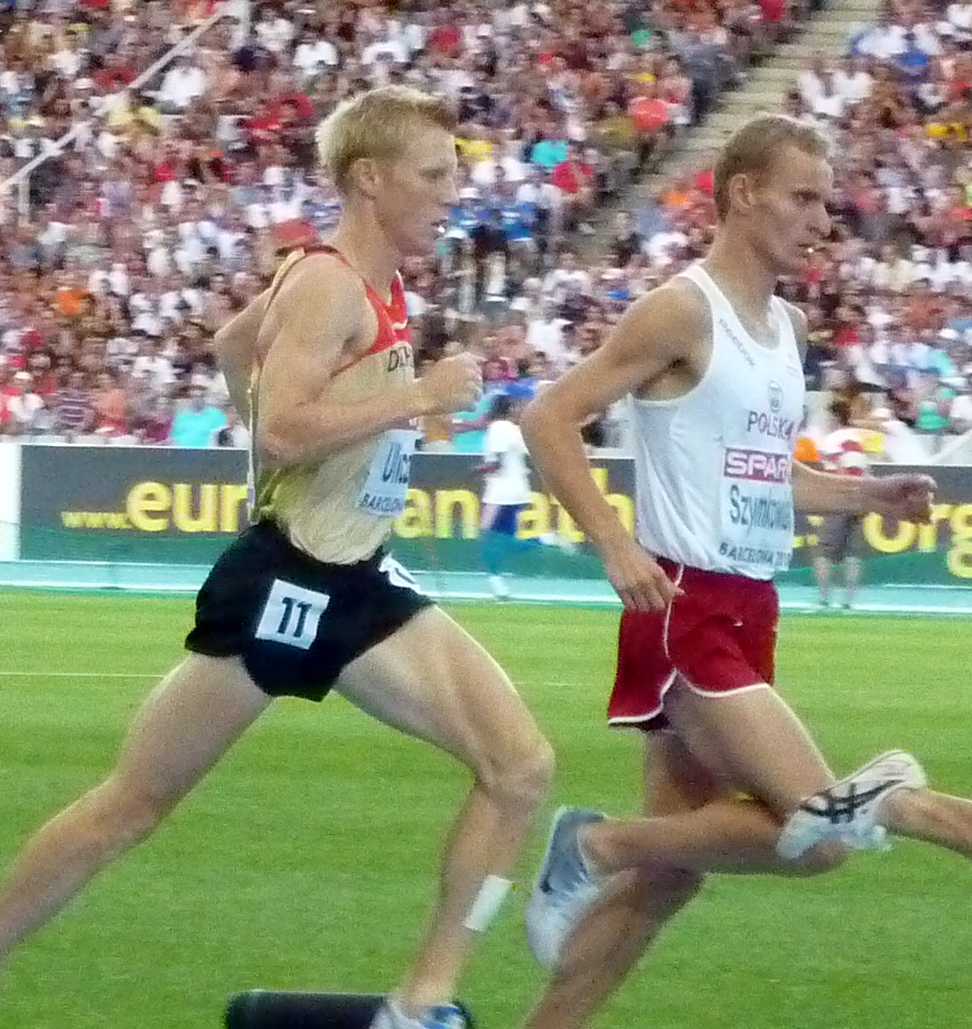
Uliczka (links) im Endlauf der EM 2010

Steffen Uliczka (* 17. Juli 1984 in Preetz im Kreis Plön) ist ein deutscher Hindernisläufer und Marathonläufer.

## Leben
Er wurde 2006, 2008, 2010, 2011, 2013 und 2014 Deutscher Meister. Umstritten war seine Disqualifikation bei den Deutschen Meisterschaften über 3000 Meter Hindernis 2007 in Erfurt. Uliczka soll mehrfach seinen linken Fuß nicht ordnungsgemäß über das Hindernis geführt haben. Aufgrund dessen wurde Filmon Ghirmai Deutscher Meister, der die Disqualifikation jedoch selber scharf kritisierte und darauf nicht zur Siegerehrung erschien.
Darauf folgte die XXIV. Sommer-Universiade in Bangkok, für die er vom Allgemeinen Deutschen Hochschulsportverband nominiert wurde. In einem taktisch klugen Endlauf belegte er den vierten Platz. 2009 gewann er bei der Universiade die Bronzemedaille. In Berlin schied er bei den Weltmeisterschaften im selben Jahr im Vorlauf aus. 2010 erreichte er bei den Europameisterschaften in Barcelona das Finale und lief auf den fünften Platz.
2011 nahm Uliczka an den Weltmeisterschaften in Daegu teil, stürzte aber im Vorlauf. 2012 wurde er bei den Europameisterschaften in Helsinki Neunter. Eine Woche später verbesserte er in Lüttich seine persönliche Bestzeit und qualifizierte sich für die Olympischen Spiele in London, wo er im Vorlauf ausschied.
Er ist 1,79 m groß und 63 kg schwer und startet für die SG TSV Kronshagen/Kieler TB. Uliczka hat 2004 sein Abitur gemacht und anschließend eine Ausbildung zum Bankkaufmann bei der Kieler Volksbank begonnen, die er im Jahr 2007 erfolgreich abgeschlossen hat. Zurzeit studiert er Agrarwissenschaften an der Christian-Albrechts-Universität in Kiel.
2007 wurde Uliczka mit der Sportplakette des Landes Schleswig-Holstein ausgezeichnet.
Im Herbst 2014 gab Uliczka seinen Wechsel auf die Marathondistanz bekannt. Beim 42. Berliner Halbmarathon im April 2015 lief er als bester Deutscher auf Platz 15 ein und zeigte sich mit diesem Ergebnis als Zwischenstand auf dem Weg zur Marathondistanz zufrieden. 2016 lief er beim Berlin-Marathon mit 2:15:02 h persönliche Marathonbestzeit.
Im September 2016 ist Uliczka Vater eines Jungen geworden.

## Persönliche Bestleistungen
- 2000 m Hindernis: 5:29,85 min, 28. Juli 2013, Kiel
- 3000 m Hindernis: 8:22,93 min, 5. Juli 2012, Lüttich
- 1500 m: 3:41,85 min, 5. Juni 2010, Regensburg
- 2000 m: 5:20,70 min, 7. Mai 2014, Kiel
- 3000 m: 7:55,41 min, 2. August 2009, Bochum
- 5000 m: 13:37,86 min, 31. Mai 2014, Oordegem
- 10.000 m: 30:08,66 min, 9. August 2019, Hamburg
- 10 km Straße: 29:04 min, 21. April 2013, Korschenbroich
- Halbmarathon: 1:04:16 h, 29. März 2015, Berlin[3]
- Marathon: 2:15:02 h, 25. September 2016, Berlin[3]

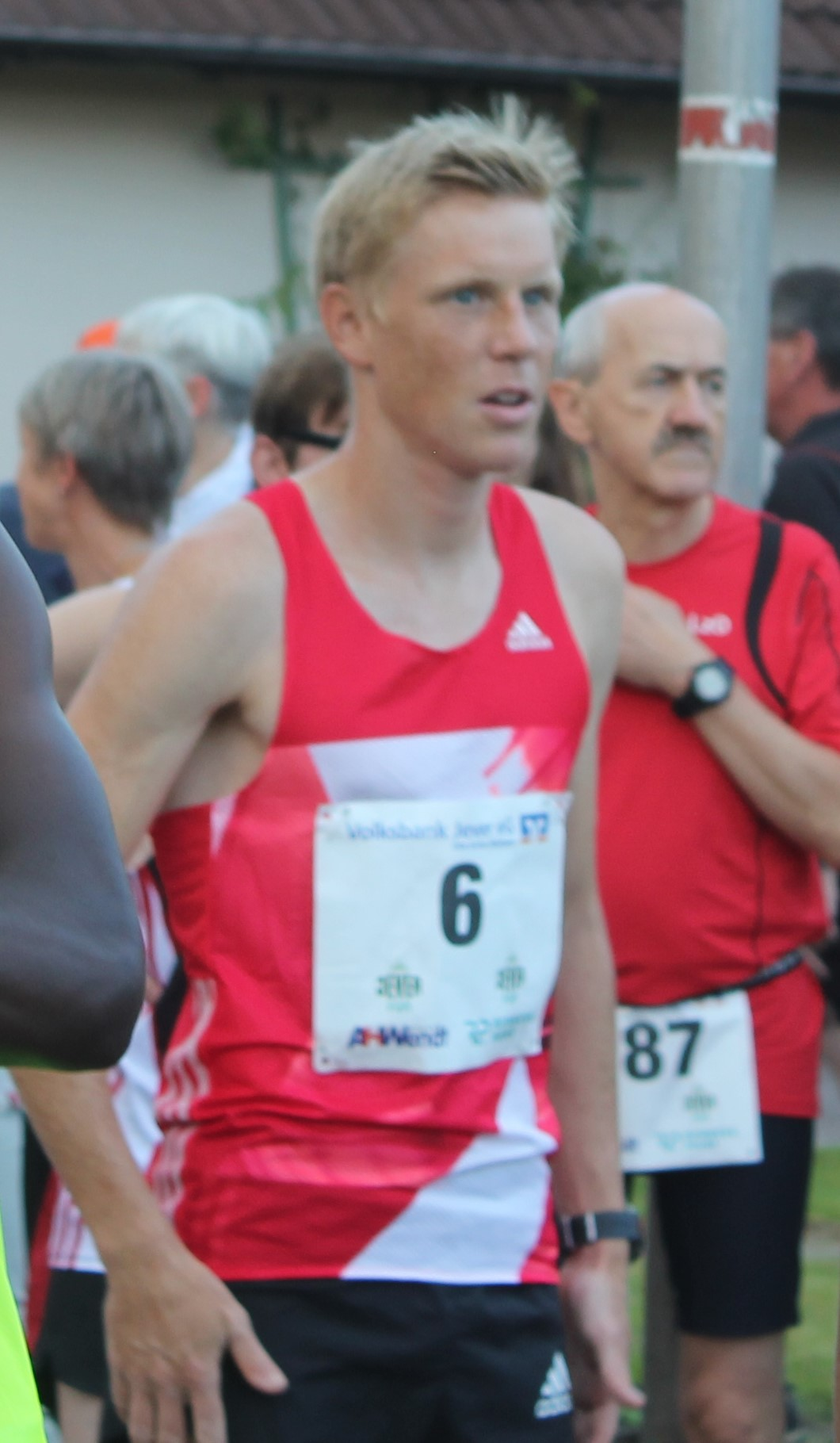
Steffen Uliczka 2016 in Schortens

## Erfolge
- Deutscher A-Jugend-Hallenmeister 2003 (3000 m)
- 9. Platz U20-Europameisterschaften 2003 (3000 m Hindernis) in Tampere, FIN
- 16. Platz Cross-U20-Europameisterschaften 2003
- A-Jugend-Landesrekord über 2000 m Hindernis (5:44,99 min), aufgestellt 2003
- Teilnahme U23-Europameisterschaften 2005 (3000 m Hindernis)
- Deutscher Junioren-Crossmeister 2005
- Teilnahme Cross-Europameisterschaften 2005
- Deutscher Meister 2006 (3000 m Hindernis)
- Deutscher Junioren-Crossmeister 2006
- 3. Platz Deutsche Crossmeisterschaften Mannschaft mit S. Lindner und S. Weiss 2007
- Disqualifikation bei den Deutschen Meisterschaften 2007, nachdem er als Erster ins Ziel gekommen war (3000 m Hindernis)
- 4. Platz Universiade 2007 (3000 m Hindernis)
- 29. Platz bei den Cross-Europameisterschaften 2007 (Toro, ESP)
- Deutscher Meister 2008 (3000 m Hindernis)
- Weltmeisterschafts-Teilnahme 2009 in Berlin
- 2. Platz Deutsche Meisterschaften 2009 (3000 m Hindernis)
- 3. Platz Universiade 2009 Belgrad (3000 m Hindernis)
- Deutscher Meister 2010 (3000 m Hindernis)
- 2. Platz bei der Team-Europameisterschaft in Bergen (3000 m Hindernis)
- 5. Platz bei den Europameisterschaften 2010 in Barcelona (3000 m Hindernis)
- beste deutsche Platzierung in der Männerklasse bei den Cross-Europameisterschaften im Dezember 2010 (12. Platz)
- Deutscher Meister 2011 (3000 m Hindernis)
- Deutscher Meister 2011 (Crosslauf)
- 2. Platz bei der Team-Europameisterschaft 2011 in Stockholm (3000 m Hindernis)
- 9. Platz bei den Europameisterschaften 2012 in Helsinki (3000 m Hindernis)
- Deutscher Meister 2013 (3000 m Hindernis)
- 16. Platz bei den Cross-Europameisterschaften 2013 (Belgrad, SRB)
- Deutscher Vizemeister 2014 (Crosslauf)
- Deutscher Meister 2014 (3000 m Hindernis)
- 7. Platz bei den Europameisterschaften 2014 in Zürich (3000 m Hindernis)